# Кожевников, Алексей Яковлевич
Алексе́й Я́ковлевич Коже́вников (5 [17] марта 1836—10 [23] января 1902) — русский невролог, доктор медицины, заслуженный профессор Московского университета, председатель Московского общества невропатологов и психиатров.

## Биография
Родился в семье чиновника Рязанской казённой палаты; был предпоследним сыном в многодетной семье. Окончил Рязанскую гимназию (1853; серебряная медаль) и медицинский факультет Московского университета (1858). В 1859 году выдержал экзамен на акушера, а в 1860 году получил место ассистента госпитальной терапевтической университетской клиники профессора Варвинского. В 1863 году был оставлен при университете на два года стипендиатом и в 1865 году защитил диссертацию на степень доктора медицины: «Болезнь, описанная Дюшеном под именем Ataxie locomotrice progressive» (о прогрессивной двигательной атаксии). В 1865 году женился и в 1866 году вместе с женой уехал за границу, где до 1869 года изучал невропатологию: стажировался у Р. А. Келликера, Э. Дюбуа-Реймона, Р. Вирхова, Гризингера и др.
Весной 1869 года был избран Московским университетом доцентом нервных и душевных болезней и осенью начал читать лекции по психиатрии и нервным болезням; в этом же году Кожевникову Правлением московского университета было поручено организовать кафедру и клинику нервных болезней, создание которых положило начало выделению в отечественной медицинской науке невропатологии в отдельную дисциплину. Одновременно, в 1871—1874 годах он заведовал кафедрой частной патологии и терапии Московского университета — экстраординарный профессор с 1870 года и ординарный профессор с 1873 года.
В 1884 году перешёл на созданную по Уставу 1884 кафедру нервных и душевных болезней. Также он начал читать лекции в Ново-Екатерининской больнице, где у него было 20 коек для больных; работал консультантом и в Старо-Екатерининской больнице. По просьбе Кожевникова чтение лекций по психиатрии с осени 1888 года было поручено С. С. Корсакову, получившему в заведование и психиатрическую клинику.
В 1890 году он организовал Московское общество невропатологов и психиатров. Пожертвовал капитал на постройку неврологического музея (1892). С 1894 года — Заслуженный профессор Московского университета. Один из учредителей Пироговского общества врачей и Московского психологического общества.
Владел имением с усадьбой в сельце Городище Бронницкого уезда Московской губернии (ныне — территория городского округа Воскресенск), бывшее имение князей Черкасских. В имении числилось 180 с половиной десятин земли. Алексей Яковлевич увлекался археологией, участвовал в раскопках славянских курганов в округе Городища, выезжал на раскопки в Рязанскую губернию. К нему в имение приезжал в гости археолог Владимир Ильич Сизов.
Участвовал в XII Международном съезд врачей в 1897 году в Москве. С осени 1899 года в связи с болезнью (карцинома, осложнившая медленно развивавшуюся гипертрофию простаты) он отказался от чтения лекций и заведования нервной клиникой, оставшись директором музея, носившего его имя.
Умер в Москве 10 (23) января 1902 года. Похоронен на кладбище Ново-Алексеевского монастыря.

## Вклад в развитие отечественной неврологии
А. Я. Кожевников выделил невропатологию как самостоятельную клиническую дисциплину. Работы посвящены морфологии и физиологии нервной системы, исследованиям о локализации «высших корковых сосудодвигательных центров». Важным являются его исследования по гистологии нервной системы. Им был прослежен переход длинных отростков нервных клеток в волокна пирамидного пути. Изучал афазию и её формы. Описал особую форму кортикальной эпилепсии «кожевниковская эпилепсия» которая возникает после клещевого энцефалита. Открыл ранее не известную болезнь семейной спастической прогрессивной диплегии. В 1885 году он установил поражение коры больших полушарий при амиотрофическом боковом склерозе.
А. Я. Кожевников создал научную школу неврологов (В. К. Рот, В. А. Муратов, С. С. Корсаков, М. С. Минор, Г. И. Россолимо и др.).
В 1901 году основал «Журнал неврологии и психиатрии им. С.С.Корсакова», издающийся по сей день.

## Память
- Клиника нервных болезней им. А. Я. Кожевникова

## Труды
- Нервные болезни и психиатрия. — М., 1883.фото1  (недоступная ссылка)фото2 фото3 фото4  фото5
- Курс нервных болезней. — М., 1889.